# Finsko na Zimních olympijských hrách 2002
Finsko na Zimních olympijských hrách 2002 v Salt Lake City reprezentovalo 100 sportovců, z toho 63 mužů a 37 žen. Nejmladším účastníkem byl Veli-Matti Lindström (18 let, 88 dní), nejstarší pak Raimo Helminen (37 let, 335 dní) . Reprezentanti vybojovali 7 medailí, z toho 4 zlaté, 2 stříbrné a 1 bronzovou.

## Medailisté
| Medaile | Jméno                                                               | Sport                 | Disciplína                          |
| ------- | ------------------------------------------------------------------- | --------------------- | ----------------------------------- |
| Zlato   | Janne Lahtela                                                       | Akrobatickém lyžování | Muži - jízda v boulích              |
| Zlato   | Samppa Lajunen                                                      | Severská kombinace    | Muži - Velký můstek + sprint 7,5 km |
| Zlato   | Samppa Lajunen                                                      | Severská kombinace    | Muži - Střední můstek + 15 km       |
| Zlato   | Jari Mantila Hannu Manninen Jaakko Tallus Samppa Lajunen            | Severská kombinace    | Družstvo - muži                     |
| Stříbro | Jaakko Tallus                                                       | Severská kombinace    | jednotlivci - muži                  |
| Stříbro | Janne Ahonen Matti Hautamäki Risto Jussilainen Veli-Matti Lindström | Skoky na lyžích       | Družstvo mužů - velký můstek (K120) |
| Bronz   | Matti Hautamäki                                                     | Skoky na lyžích       | Muži - velký můstek (K120)          |